# Cymatoderma fuscum
Cymatoderma fuscum är en svampart som först beskrevs av Mordecai Cubitt Cooke, och fick sitt nu gällande namn av D.A. Reid 1959. Cymatoderma fuscum ingår i släktet Cymatoderma och familjen Meruliaceae.   Inga underarter finns listade i Catalogue of Life.